# Dragons de Barcelone (NFL Europa)
Cet article concerne l'ancienne équipe de football américain évoluant en NFL Europa. Pour la nouvelle équipe de la European League of Football, voir Dragons de Barcelone (ELF).
Stade
Maillots
Champion NFL Europa
V (1997)
Le Dragons de Barcelone est une franchise de football américain  basée à Barcelone dans Catalogne en Espagne.
Créée en 1991, la franchise est cofondatrice de la World League of American Football. Elle y joue jusqu'en 1997. Elle participe ensuite à la NFL Europa jusqu'en fin de saison 2003. La franchise est ensuite dissoute à la suite de problèmes financiers.
De 1991 à 2001, le club est dénommé Dragons de Barcelone. Tentant de résoudre ses problèmes financiers et d'assistance, la franchise s'associe avec le FC Barcelone (football) lors des saisons 2002 et 2003. L franchise est alors renommée, FC Barcelona Dragons.
Cette formation a joué ses matchs dans le Stade olympique de Montjuic d'une capacité de 55 121 places jusqu'en 2001. Vers la mi-saison 2002, elle quitte la cité olympique pour jouer dans le Mini Estadi, deuxième stade du FC Barcelone d'une capacité de 15 276 places.
Pendant toute son existence, la franchise n'a connu qu'un seul entraineur principal, « Cowboy » Jack Bicknell (en). Son surnom a été traduit en Espagne par « El Caballero » signifiant « Chevalier » ou « Gentleman » en espagnol.

## Palmarès
- Champion de la NFL Europa : 1997
- Vice-champion de la NFL Europa : 1999, 2001
- Vice-champion de la World League of American Football : 1991

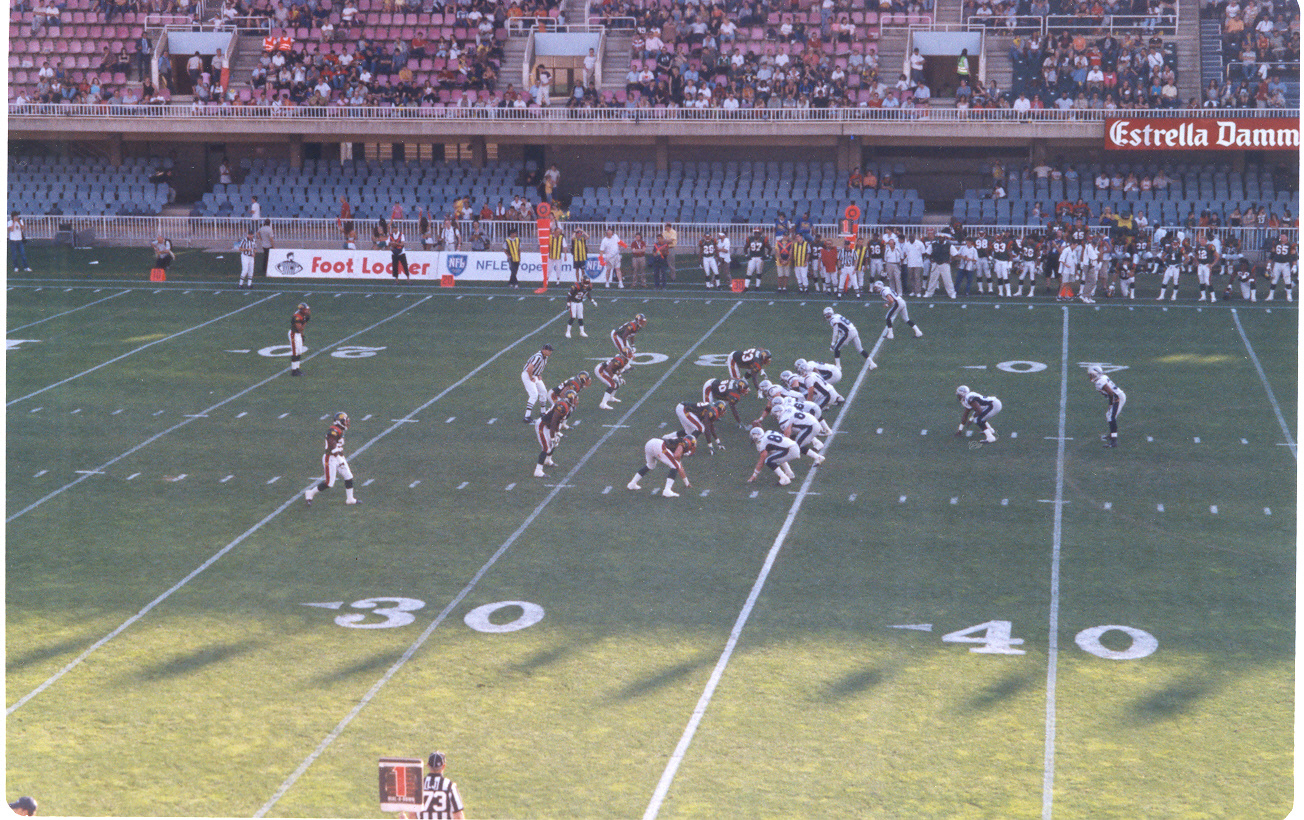
Barcelona Dragons

## Saison par saison
| Saisons                        | Victoires | Défaites | Nuls | Classements         | Phases finales                  |
| ------------------------------ | --------- | -------- | ---- | ------------------- | ------------------------------- |
| World League American Football |           |          |      |                     |                                 |
| 1991                           | 8         | 2        | 0    | 2e Division Europe  | Défaite au World Bowl I         |
| 1992                           | 5         | 5        | 0    | 1er Division Europe | Défaite en séries éliminatoires |
| World League                   |           |          |      |                     |                                 |
| 1995                           | 5         | 5        | 0    | 3e                  | --                              |
| 1996                           | 5         | 5        | 0    | 4e                  | --                              |
| NFL Europa                     |           |          |      |                     |                                 |
| 1997                           | 5         | 5        | 0    | 4e                  | Vainqueur du World Bowl V       |
| 1998                           | 4         | 6        | 0    | 4e                  | --                              |
| 1999                           | 7         | 3        | 0    | 1er                 | Défaite au World Bowl VII       |
| 2000                           | 5         | 5        | 0    | 3e                  | --                              |
| 2001                           | 8         | 2        | 0    | 1er                 | Défaite au World Bowl IX        |
| 2002                           | 2         | 8        | 0    | 6e                  | --                              |
| 2003                           | 5         | 5        | 0    | 4e                  | --                              |

## Anciens joueurs
- Scott Adams
- Jesús Angoy